# Orchard Hill
Orchard Hill es un pueblo ubicado en el condado de Spalding en el estado estadounidense de Georgia. En el censo de 2000, su población era de 230.

## Demografía
En el 2000 la renta per cápita promedia del hogar era de $31,429, y el ingreso promedio para una familia era de $37,500. El ingreso per cápita para la localidad era de $14,215. Los hombres tenían un ingreso per cápita de $30,481 contra $17,500 para las mujeres.

## Geografía
Orchard Hill se encuentra ubicado en las coordenadas 33°11′13″N 84°12′41″O / 33.18694, -84.21139 (33.186853, -84.211379).
Según la Oficina del Censo, la localidad tiene un área total de 0,9 km² (0,3 mi²), de la cual 0,9 km² (0,3 mi²) es tierra y 0 km² (0 mi²) (0.00%) es agua.